# Sigum
Sigum (dansk) eller Siegum (tysk) er en bebyggelse beliggende syd for Bogholmvig i det nordlige Angel i Sydslesvig. Administrativt hører Sigum under Munkbrarup Kommune i Slesvig-Flensborg kreds i den nordtyske delstat Slesvig-Holsten. I kirkelig henseende hører stedet til Munkbrarup Sogn. Sognet lå i Munkbrarup Herred (Flensborg Amt, Sønderjylland), da området tilhørte Danmark.
Sigum er første gang nævnt 1567 (som Nedder Sigum). Stednavnet henføres til sig (oldnordisk sīk) som betegnelse på et sump- eller vådområde eller et langsomt flydende vandløb. Sigum betegnede tidligere to udstykkede gårde i Munkbrarup Sogn, som blev lagt under Langballegård i 1692 og parcelleret 1755. Nord for Sigum strækker sig et skovområde (Sigum Lund) mod Østersøen. Deraf har udflytterstedet Sigumlund navnet. Sigumlund er første gang nævnt 1782. 